# UCI Oceania Tour de 2010-2011
O UCI Oceania Tour de 2010-2011, foi a sexta edição do UCI Oceania Tour. Levou-se a cabo de outubro de 2010 a setembro de 2011 onde se disputaram 4 competições por etapas em duas modalidades, provas por etapas e provas de um dia, outorgando pontos aos primeiros classificados das etapas e à classificação final; acrescentando ao calendário com respeito à temporada anterior o Campeonato da Oceania em Estrada que se voltou a disputar, caindo o Jayco Herald Sun Tour e o Campeonato Continental em Estrada sub-23 que não se disputaram e se modificando o nome do Trust House Classic que voltou ao seu nome tradicional do Tour de Wellington. Ademais, apesar de não estar no calendário, também pontuaram os campeonatos nacionais com um barómetro dependendo o nível ciclista da cada país.
O ganhador a nível individual foi o australiano Richard Lang, por equipas triunfou o Jayco-Skins da Austrália pela segunda vez consecutiva, enquanto por países e países sub-23 foi a Austrália quem obteve mais pontos.

## Calendário
Contou com as seguintes provas, tanto por etapas como de um dia.

### Janeiro de 2011
| Data     | Carreira           | Cat. | Ganhador       | Equipa do ganhador |
| -------- | ------------------ | ---- | -------------- | ------------------ |
| 27 ao 31 | Tour de Wellington | 2.2  | George Bennett | Cardno             |

### Março de 2011
| Data | Carreira                                  | Cat. | Ganhador         | Equipa do ganhador |
| ---- | ----------------------------------------- | ---- | ---------------- | ------------------ |
| 17   | Campeonato Oceânico Contrarrelógio sub-23 | CC   | Damien Howson    | Austrália          |
| 17   | Campeonato Oceânico Contrarrelógio        | CC   | William Dickeson | Austrália          |
| 20   | Campeonato Oceânico em Estrada sub-23     | CC   | Ryan Obst        | Austrália          |
| 20   | Campeonato Oceânico em Estrada            | CC   | Richard Lang     | Austrália          |

## Classificações
Devido às poucas provas resultou decisivo na classificação o Campeonato Continental em Estrada que ganhou Richard Lang (100 pontos), ao ser o mais rápido de um grupo de 4 corredores, por adiante de Nathan Haas (74 pontos), Suart Smith (40 pontos) e Damien Howson (30 pontos), respectivamente.

### Individual
| Posição | Ciclista           | Pontos |
| ------- | ------------------ | ------ |
| 1       | Richard Lang       | 100    |
| 2       | Nathan Haas        | 74     |
| 3       | George Bennett     | 53     |
| 4       | Damien Howson      | 46     |
| 5       | Nathan Earle       | 41     |
| 6       | Suart Smith        | 40     |
| 7       | James Williamson   | 36     |
| 8       | Patrick Lane       | 30     |
| 9       | Luke Davison       | 25     |
| 10      | Bernard Sulzberger | 24     |

### Equipas
| Posição | Equipa                  | Pontos |
| ------- | ----------------------- | ------ |
| 1       | Jayco-Skins             | 218    |
| 2       | Genesys Wealth Advisers | 131    |
| 3       | Trek Livestrong U23     | 65     |
| 4       | PureBlack Racing        | 62     |
| 5       | Drapac                  | 43     |

| 6  | Team Budget Forklifts   | 32 |
| 7  | V Australia             | 30 |
| 8  | Jelly Belly             | 20 |
| 9  | Manisaspor Cycling Team | 16 |
| 10 | Subway Cycling Team     | 8  |

### Países
| Posição | País          | Pontos |
| ------- | ------------- | ------ |
| 1       | Austrália     | 830    |
| 2       | Nova Zelândia | 463    |

### Países sub-23
| Posição | País          | Pontos |
| ------- | ------------- | ------ |
| 1       | Austrália     | 651,67 |
| 2       | Nova Zelândia | 217    |